# Ponghva állomás
Ponghva állomás (hangul: 봉화역, Ponghva-jok, handzsa: 烽火驛, RR: Ponghwa-yŏk, ’Jelzőtűz’) állomás Észak-Koreában, Phenjan Csung-kujok (Chung-kuyŏk) városrészén, a phenjani metró vonalán. 1973. szeptember 6-án adták át. Közelében található a Phenjani Orvostudományi Egyetem és a Rodong Sinmun szerkesztősége.
| Cshollima vonal                               | Cshollima vonal | Cshollima vonal                            |
| --------------------------------------------- | --------------- | ------------------------------------------ |
| Szungni (Sŭngni) Pulgunbjol (Pulgŭnbyŏl) felé | metróvonal      | Jonggvang (Yŏnggwang) Puhung (Puhŭng) felé |